# هارمیک سینگ
هارمیک سینگ (انگلیسی: Harmik Singh؛ زادهٔ ۱۰ ژوئن ۱۹۴۷) بازیکن هاکی روی چمن اهل راج بریتانیا است.